# عبدالله البریک
عبدالله البریک (انگلیسی: Abdulla Al-Berik؛ زادهٔ ۱۴ فوریهٔ ۱۹۸۴) فوتبالیست اهل قطر است.

## باشگاهی
از باشگاه‌هایی که در آن بازی کرده‌است می‌توان به السیلیه، الخور، الاهلی قطر، ام صلال، السد، الخور و العربی قطر اشاره کرد.

## تیم ملی
وی همچنین در تیم ملی فوتبال قطر بازی کرده است.